# 가자! 괴도소녀
가자! 괴도소녀(일본어: 行くぜっ!怪盗少女 이쿠젯! 카이토쇼조[*]）는 모모이로 클로버의 메이저 데뷔 싱글이다(인디즈・한정출하를 더하면 통산 4번째). 2010년 5월 5일에 유니버설 뮤직 재팬을 통해 발매되었다.

## 개요
통상반과 초회한정반A(아카리 반), B(아-링 반), C(모모카 반), D(카나코 반), E(시오링 반), F(레니 반)이 발매되었다. 초회한정반은 멤버별 표지와 멤버별 개인색상의 디스크로 나왔다. 수록곡은 통상반과 같다.
 오리콘 차트에서 인디즈 데뷔이래 최초로 데일리 1위가 되었다. 2010년 K-1 WORLD GP 결승전에서의 하프타임 공연에서 K-1 특별버전으로 공연했다.

## 수록곡
1. 行くぜっ!怪盗少女 [3:48]
작사・작곡・편곡：햐다인
2. 走れ! [4:36]
작사：INFLAVA、작곡：Koji Oba・michitomo、편곡：michitomo
3. 行くぜっ!怪盗少女（Off Vocal ver.）
4. 走れ!（Off Vocal ver.）

## 타이업
- 行くぜっ!怪盗少女 - TBS계「랭크왕국」４・５월 오프닝 테마곡.
- 走れ！－도호계 영화 모테키의 삽입곡.